# Перцовский, Марк Наумович
Марк Наумович Перцо́вский (9 (22) сентября 1906, Харьков — 26 февраля 1993, Москва) — советский актёр театра и кино. Народный артист РСФСР (28.03.1980). Лауреат Сталинской премии первой степени (1951).

## Биография
Родился 9 (22) сентября 1906 года в Харькове в семье хотимского мещанина Минской губернии Сроля Перцовича Перцовского (1886—?) и вобольникской мещанки Ковенской губернии Соры-Либы Мовшовны (Сары Моисеевны) Перцовской (в девичестве Нарвич, 1888—?), заключивших брак там же 22 ноября 1905 года.
В 1922—1926 годах играл в театре при Доме Красной Армии в Тифлисе. В 1926—1927 годах учился в студии Ю. А. Завадского в Москве. В 1927—1930 актёр Бакинского ТРАМа, в 1930—1932 годах — Бакинского рабочего театра.
С 1932 года актёр ЦАТСА.
М. Н. Перцовский умер 26 февраля 1993 года. Похоронен в Москве на Троекуровском кладбище.

## Фильмография
- 1946 — Глинка — дирижёр Кавос
- 1950 — Секретная миссия — Кальтенбруннер
- 1955 — Мексиканец — Рамос
- 1956 — Приключения Артёмки — контрабандист Константин Лапиади
- 1957 — Ленинградская симфония — дирижёр Орест Владимирович Добросельский
- 1959 — Олекса Довбуш — пан Яблонский
- 1961 — Вольный ветер — Фома
- 1961 — Укрощение строптивой — Гортензио
- 1962 — Грешный ангел — Христофор Ставриди
- 1963 — Большой фитиль (новелла «Увертюра») — скрипач (нет в титрах)
- 1964 — До свидания, мальчики — отец Саши
- 1964 — Приключения Толи Клюквина — врач
- 1968 — Братья Карамазовы — Врублевский
- 1970 — Баллада о Беринге и его друзьях — профессор
- 1970 — Встряска (к/м)— хозяин иконописной мастерской
- 1970 — Переступи порог — продавец лотерейных билетов
- 1972 — Карнавал — шпагоглотатель
- 1973 — Тёща — Семён Семёнович
- 1973 — Капля в море — пассажир автобуса
- 1975 — Финист — Ясный Сокол — Картаус
- 1976 — Пока бьют часы — цирюльник Цеблион
- 1980 — Жиголо и Жиголетта (к/м) — Карло Пенецци

## Роли в театре
- «Учитель танцев» Лопе де Вега — Белардо
- Укрощение строптивой У. Шекспира — Петруччо
- «Полководец Суворов» И. В. Бахтерева и А. В. Разумовского — Багратион
- «Стрекоза» — Бичико
- «Физики» Ф. Дюрренматта — Эйнштейн
- «Раскинулось море широко» В. В. Вишневского — Ардалион Васильевич
- «Моя профессия — синьор из общества» Дж. Скарначчи и Р. Тарабузи — Дедушка

## Награды и премии
- Народный артист РСФСР (28.03.1980)
- Заслуженный артист РСФСР (07.07.1965)
- Сталинская премия первой степени (1951) — за исполнение роли Кальтенбруннера в фильме «Секретная миссия» (1950)